# Общество возрождения художественной Руси
«Общество возрождения художественной Руси» — организация, ставившая целью «распространение в русском народе широкого знакомства с древним русским творчеством во всех его проявлениях и дальнейшее его преемственное развитие в применении к современным условиям». Существовала в 1915—1917 годах.

## История
В марте 1915 года по инициативе князя А. А. Ширинского-Шихматова художник Борис Зворыкин, наряду с другими известными художниками (в их числе были Иван Билибин, Виктор Васнецов, Константин Маковский, Михаил Нестеров и Николай Рерих), а также архитекторами, искусствоведами, литераторами, государственными, общественными и церковными деятелями, учредили «Общество возрождения художественной Руси», целью которого было «распространение в русском народе широкого знакомства с древним русским творчеством во всех его проявлениях и дальнейшее преемственное его развитие в применении к современным условиям».
Председателем стал А. А. Ширинский-Шихматов.
Намеченную обширную программу этого общества, насчитывавшего к началу 1917 года почти триста членов, не удалось осуществить из-за Февральской революции — его последнее общее собрание состоялось 19 февраля 1917 года, за неделю до отречения императора Николая II.

## Деятельность
- Собирание и обработка сведений о художественных памятниках старины.
- Разработка учебных программ для рисовальных школ.
- Назначение премии ученикам Школы Общества поощрения художеств.

Выпускались художественные открытки с изображением памятников древнерусского зодчества. Одной из важнейших задач общества считалось очищение русского языка от иностранных слов.

## Разряды
- художественный и издательский (Председатель.: князь Д. П. Голицын-Муравлин)
- чтений; осмотров и поездок (председатель А. Н. Волжин)
- книго- и древлехранилищ.

## Члены-учредители
Е. В. Барсов, И. Я. Билибин, А. А. Бобринский, В. М. Васнецов, К. Е. Маковский, А. В. Орешников, П. И. Нерадовский, М. В. Нестеров, И. П. Остроухов, Н. В. Покровский, П. П. Покрышкин, Н. К. Рерих, К. К. Романов, С. П. Рябушинский, А. В. Щусев и др.